# Солнечная энергетика во Флориде

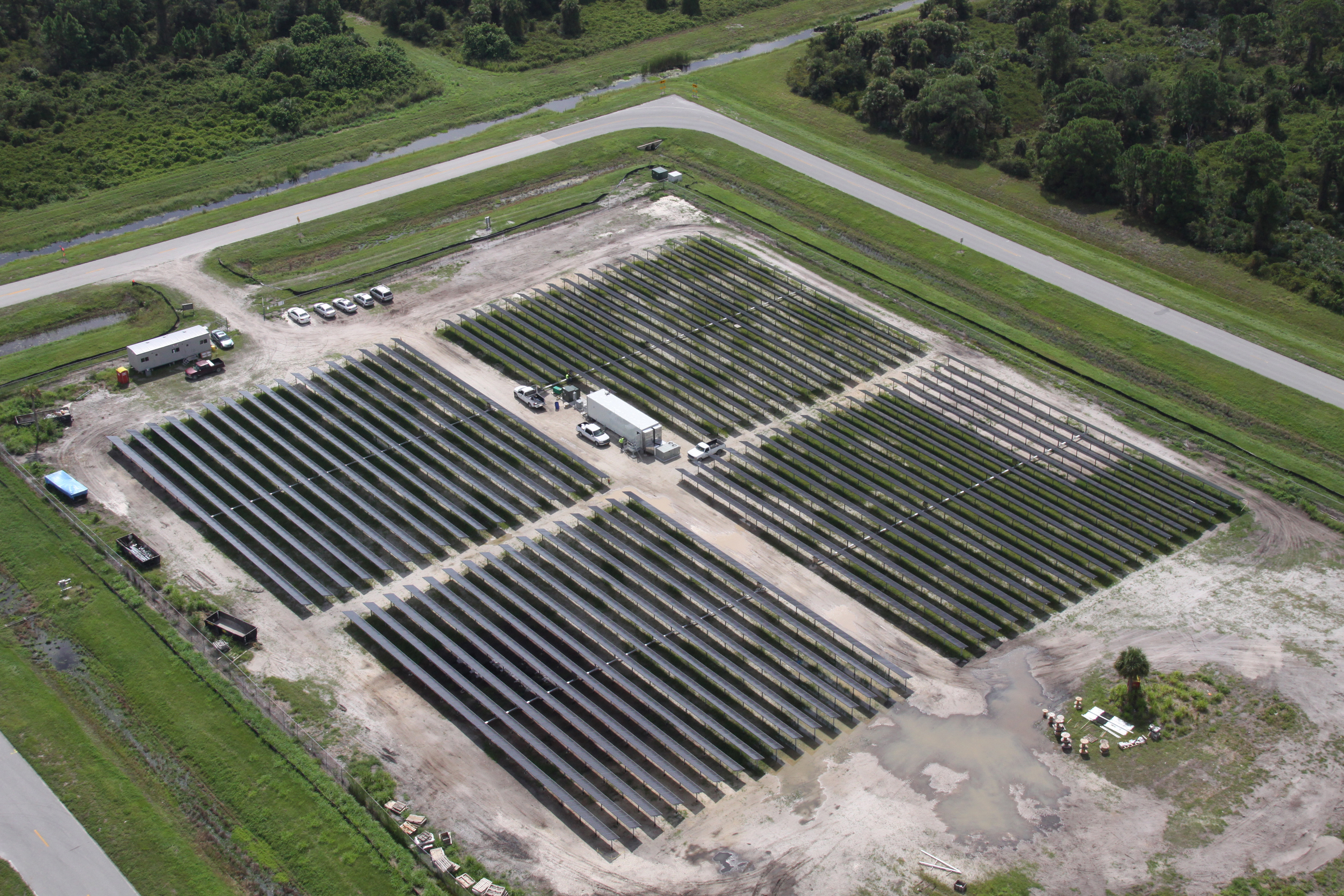
Солнечная ферма в Космическом центре Кеннеди

Солнечная энергетика во Флориде — альтернативная энергетика в штате Флорида, с тенденцией роста в последние годы из-за понижения стоимости солнечных энергетических систем, использующих фотовольтаику. Низкие затраты на электроэнергию во Флориде по сравнению с другими штатами уменьшают привлекательность индивидуальных инвестиций в солнечную энергетику. П о данным Национальной лаборатории возобновляемых источников энергии Флорида занимает девятое место в США по запасам солнечной энергии и десятое место по солнечной генерации по версии Ассоциации солнечной энергетики.

## Государственная поддержка
В 2006 году штат Флорида принял закон о технологиях использования возобновляемых источников энергии и энергоэффективности Флориды, который предоставлял потребителям скидки и налоговые льготы на солнечные фотоэлектрические системы. Программа была закрыта в 2010 году. Позже Комиссия по общественному обслуживанию Флориды обязала крупные коммунальные предприятия штата предоставлять индивидуальные скидки на использование солнечной энергии. Программа открылась в 2011 году и была закрыта в 2015 году после того, как Комиссия сочла её экономически неэффективной для потребителей, не использующих солнечную энергию.
В 2008 году во Флориде было принято правило чистого учёта, которое позволяет любому потребителю электроэнергии, производящему до 2 МВт (2000 кВт) электроэнергии, использовать чистый учёт, который предоставляет розничный тарифный кредит за киловатт-часы электроэнергии, поставляемые в компанию, переносящиеся из месяца в месяц и выплачиваемые компанией наличными один раз в год по тарифу избегаемых затрат.
Федеральный кредит на энергоэффективную недвижимость для жилых помещений (кредит по подоходному налогу по форме IRS 5695) для жилых фотоэлектрических и солнечных тепловых установок был продлён в декабре 2015 года и теперь составляет 30% от стоимости системы (запчасти и установка) для систем, введённых в эксплуатацию к концу 2019 года, затем 26% до конца 2020 года, а затем 22% до конца 2021 года. Это относится к основному или второму месту жительства налогоплательщика, но не к собственности, которая сдаётся в аренду. Максимальный предел кредита отсутствует, и кредит может быть применён к альтернативному минимальному налогу, а любой избыточный кредит, превышающий налоговые обязательства за этот год, может быть перенесён на следующий год.

## Крупномасштабные объекты
В 2009 году компания «Florida Power & Light» (FPL) построила первую в штате солнечную электростанцию — Центр солнечной энергии «FPL DeSoto» следующего поколения. В то время электростанция мощностью 25 МВт была крупнейшей в своем роде. В 2010 году FPL построила первый в мире гибридный центр солнечной энергетики на природном газе. В октябре 2014 года компания «Florida Power and Light» объявила, что к концу 2016 года построит ещё три электростанции. Центр солнечной энергии  «FPL Manatee» расположен в округе Манати на электростанции, работающей на природном газе, центр солнечной энергии «FPL Citris» находится в округе Десото, недалеко от Центра солнечной энергии следующего поколения «FPL DeSoto», а Центр солнечной энергии «FPL Babcock Ranch» находится в округе Шарлотт. Три электростанции вместе вырабатывают 225 МВт, что примерно равно общей солнечной энергии, установленной во всем штате в то время.
Компания «Tampa Electric» строит ферму мощностью 2 МВт в международном аэропорту Тампа. «Gulf Power Company» и военные США объявили о контрактах на строительство трёх крупных электростанций во Флориде: проект мощностью 50 МВт на Сауфли Филд в Пенсаколе, проект мощностью 40 МВт на Холли Филд в Наварре и проект мощностью 30 МВт на базе ВВС Эглин. В апреле 2015 года «Duke Energy» предложила построить во Флориде станции с мощностью в 500 МВт солнечной энергии в ближайшие десять лет.
Солнечная ферма Таллахасси мощностью 20 мегаватт, которую планируют ввести в эксплуатацию 1 января 2018 года, в настоящее время находится на стадии строительства, занимая 120 акров территории международного аэропорта Таллахасси (TLH). Энергии, которая будет производиться станцией, для города достаточно, однако местные власти планируют возведение ещё одной солнечной фермы.
«Duke Energy» и «Walt Disney World» построили солнечную ферму мощностью 5 мегаватт недалеко от Эпкот-сентр, которая получила название «Walt Disney World Solar Facility», или «Спрятанный Микки». Она видна с воздуха в виде гигантской фигуры Микки Мауса. Станция продаёт электроэнергию Диснейуорлду. В Диснейуорлде скоро появится новая солнечная ферма, в десять раз больше, чем ферма «Спрятанный Микки». Район улучшения Риди-Крик и «Origis Energy» договорились построить ферму на западной окраине собственности Диснея. Это обеспечит возобновляемой солнечной энергией район благоустройства Риди-Крик и Диснейленд.

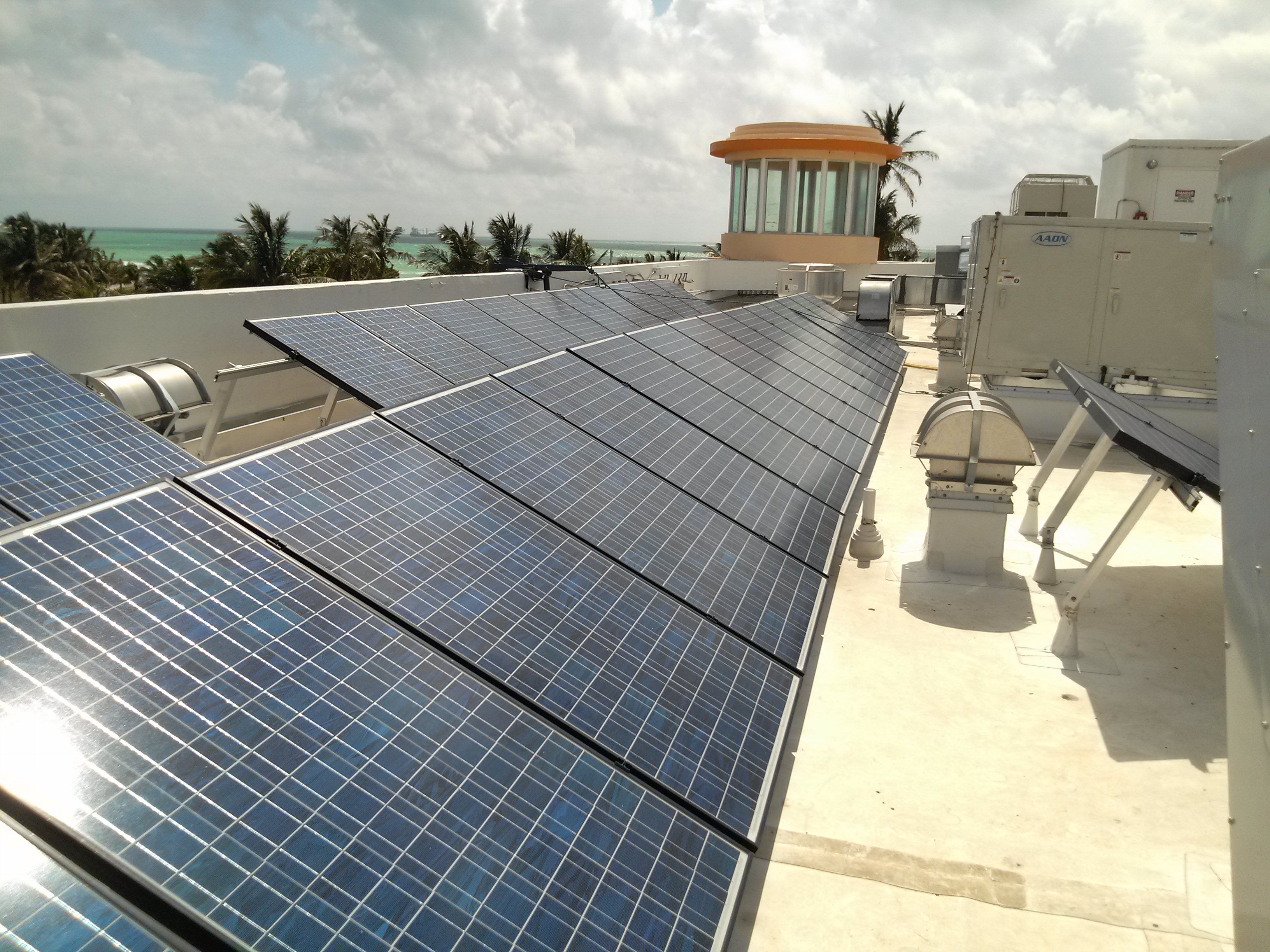
Установка станции на крыше Саут-Бич в 2012 году

В апреле 2018 года в новом городе Флориды, расположенном к северу от Форт-Майерса, под названием Бэбкок-Ранч, начались попытки полностью перейти на солнечное питание. «Florida Power and Light» в партнёрстве с основателями города построили солнечную электростанцию мощностью 75 мегаватт, которая уже работает. Земля была приобретена в 2006 году, и более 90% её сохранено для дикой природы. Разработчики города надеются, что успех предприятия удержит федеральное правительство от введения высоких тарифов на солнечную энергию и сохранит источник энергии в частных руках. Разработчик «Babcock Ranch» Сид Китсон сказал, что Флорида проделала хорошую работу по внедрению солнечной энергии.
В настоящее время «Tampa Electric» планирует построить солнечную ферму площадью 350 акров в сельской местности округа Паско, что оспаривается соседями, которые выступают против проекта по визуальным эстетическим соображениям. Было предложено принять окружной указ, ограничивающий возможности размещения солнечных ферм в будущем.

## Солнечные панели
Застройщики во Флориде объявили о добавлении солнечных панелей во все новые дома в нескольких подразделениях. В 2013 году было обнаружено, что Blue Chip Energy продавала мошеннические солнечные панели сотням потребителей по всей Флориде.